# Satyricon (formație)
Satyricon este o formație de black metal înființată în 1991 în Oslo, Norvegia. Inițial formația a fost adepta stilului muzical True Norwegian Black Metal, dar ulterior și-a schimbat stilul în unul mai accesibil unei largi audiențe; acest stil a fost numit de critici Black 'n' Roll. În prezent Satyricon este una dintre cele mai de succes formații black metal.
În peste 20 de ani de existență formația a lansat 8 albume de studio, 3 EP-uri și 4 single-uri.

## Istoric

### Anii de început (1990–1995)
Formația a fost înființată în 1990 de către Wargod (chitară bas) și Exhurtum (baterie); Lemarchand (chitară) s-a alăturat formației la scurt timp după înființarea acesteia. Inițial formația s-a numit Eczema, genul muzical adoptat fiind death metal. În 1991 formația își schimbă numele în Satyricon, schimbându-și de asemenea și genul muzical în black metal. În același an se alătură formației Sigurd "Satyr" Wongraven (vocal). În această formulă Satyricon lansează în 1992 demo-ul All Evil; acest demo nu a avut de fapt nici un titlu, dar a ajuns să fie numit așa după prima melodie de pe el. Tot în 1992 Wargod și Exhurtum părăsesc formația. În 1993 se alătură formației Kjetil-Vidar "Frost" Haraldstad. Tot în 1993 Lemarchand părăsește formația, dar nu mai înainte de înregistrarea celui de-al doilea demo, The Forest Is My Throne, lansat în același an. În locul lui Lemarchand vine Samoth.
În 1993 formația începe înregistrările pentru albumul de debut. În timpul înregistrărilor casa de discuri No Fashion Records, cu care Satyricon semnase un contract, îi anunță pe membrii formației că din cauza dificultăților financiare nu mai poate plăti studioul. În consecință Satyr și Frost au fost nevoiți să apeleze la propriile economii și ulterior la împrumuturi pentru a putea finaliza albumul. După mixaj formația a trimis copii câtorva case de discuri. Albumul a captat atenția celor de la Tatra Productions, o casă de discuri specializată în avant garde metal. Rezultatul a fost înființarea Moonfog Productions, o subsidiară Tatra Productions. Astfel, la începutul lui 1994, a fost lansat albumul de debut Dark Medieval Times prin casa de discuri nou înființată. După cum spune și titlul, formația a încercat să surprindă spiritul evului mediu, o contribuție esențială în acest sens având pasajele în care s-a folosit chitara acustică (ceva neobișnuit în black metal). Albumul a fost foarte bine primit de criticii muzicali, aceștia subliniind faptul că formația a reușit să îmbine într-un mod armonios agresivitatea black metal-ului cu melodicitatea pasajelor acustice.
În septembrie 1994 a fost lansat cel de-al doilea album, The Shadowthrone. La realizarea acestui album și-au adus contribuția Samoth de la Emperor (chitară, chitară bas) ca membru permanent și Steinar "Sverd" Johnsen de la Arcturus (sintetizator) ca membru temporar.

### Nemesis Divina (1996-1998)
În 1996 Samoth părăsește formația, iar în locul lui vine Nocturno Culto de la Darkthrone (sub pseudonimul Kveldulv). În aprilie 1996 a fost lansat cel de-al treilea album, Nemesis Divina. Albumul a avut un succes comercial relativ mare pentru un album black metal la vremea respectivă, Allmusic afirmând că "Nemesis Divina îi asigură lui Satyricon un loc în cartea de istorie a heavy metal-ului". Pe acest album este inclusă melodia Mother North, cea mai cunoscută melodie a formației și "probabil cel mai mare hit black metal din ultimii 20 de ani".
În 1997 Kveldulv părăsește formația, Satyr luându-i locul la chitară. Formația va rămâne un duo din acest moment, dar va apela frecvent la membri temporari atât pentru înregistrări cât și pentru concerte.
În 1998 Satyricon a contribuit la tributul adus lui Darkthrone sub forma compilației Darkthrone Holy Darkthrone cu un cover după melodia Kathaarian Life Code.

### De la underground la mainstream (1999-2005)

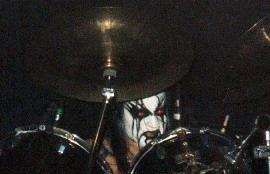
Frost (2001)

În septembrie 1999 a fost lansat cel de-al patrulea album, Rebel Extravaganza. Albumul marchează o schimbare a stilului muzical, formația făcând experiențe cu elemente industrial metal și chiar rock 'n' roll. Aceste experiențe au fost primite cu reticență de criticii muzicali dar, în ciuda acestui fapt, Rebel Extravaganza a fost primul album Satyricon care a intrat în clasamentul norvegian. Albumul a fost lansat atât prin Moonfog Productions, cât și prin Nuclear Blast, cu care Satyricon semnase în prealabil un contract.
Ca urmare a schimbării stilului, care a devenit mai orientat spre mainstream și astfel mai accesibil unei largi audiențe, formația a fost cap de afiș în 2000 în cadrul unui turneu în Europa și ulterior în Statele Unite. Tot în 2000 Satyricon a concertat alături de cunoscuta formație Pantera în cadrul turneului susținut de aceasta în Europa.
În octombrie 2002 a fost lansat cel de-al cincilea album, Volcano. În același an formația începe colaborarea cu Capitol Records, o subsidiară EMI, una dintre cele mai mari case de discuri la nivel mondial. Albumul s-a clasat pe locul 4 în topul norvegian și a câștigat premiul Spellemannprisen (cel mai important premiu muzical din Norvegia) la categoria "Cel Mai Bun Album Metal". Pentru melodia Fuel For Hatred s-a filmat un videoclip regizat de Jonas Åkerlund, cunoscut pentru videoclipurile regizate pentru Madonna sau Metallica și, mai recent, pentru Lady Gaga sau Rammstein.
Din cauza acestei evidente orientări spre mainstream, vechii fani, pe care Satyricon îi câștigase prin intermediul primelor trei albume, i-au etichetat pe membrii formației drept trădători, acuzându-i că renunță la principii în favoarea câștigurilor materiale.
În 2004 Satyricon a susținut două turnee: primul în aprilie alături de cunoscuta formație Morbid Angel în Statele Unite și al doilea în decembrie ca și cap de afiș în Statele Unite și Canada. La ambele turnee a participat doar Satyr deoarece lui Frost nu i-a fost acordată viza de către autoritățile americane. Motivul invocat a fost faptul că Frost făcuse 5 luni de închisoare pentru o altercație dintr-un bar în care fusese implicat în anii '90. În primul turneu locul i-a fost luat de Trym Torson de la Emperor, iar în cel de-al doilea turneu de Joey Jordison de la Slipknot. În timpul celui de-al doilea turneu, mai exact după concertul din Toronto, Steinar "Azarak" Gundersen și Arnt Grønbech, ambii chitariști exclusiv pentru concerte, au fost acuzați că au drogat și apoi au violat o tânără. Cei doi au fost arestați, iar formația a fost nevoită să anuleze restul concertelor planificate. În ianuarie 2005 atât Azarak cât și Arnt au fost eliberați pe cauțiune.

### Black 'n' Roll (2006-prezent)

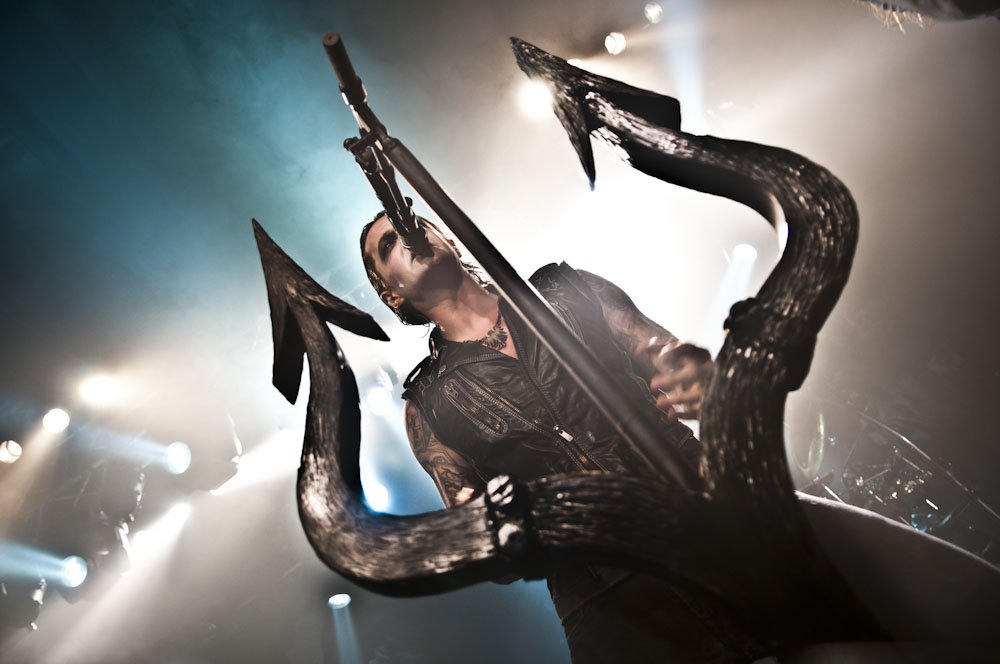
Satyr la Hole in the Sky (2011)

În aprilie 2006 a fost lansat cel de-al șaselea album, Now, Diabolical. În același an Satyricon semnează un contract cu Roadrunner Records, o subsidiară Warner Bros. Records, valabil în toate țările exclusiv Statele Unite și Norvegia. Pentru Statele Unite formația semnează un contract cu Century Media, iar pentru Norvegia distribuția era asigurată încă de la înființarea formației de către Moonfog Productions. Albumul a fost clasat pe locul 2 în clasamentul norvegian, cea mai bună clasare a unui album Satyricon până în momentul respectiv.
Despre stilul muzical al albumului, Allmusic afirmă: "cu toate că sufletele membrilor formației aparțin în continuare Satanei, inimile lor aparțin lui Kiss". Pe acest album este inclusă melodia K.I.N.G., probabil prima melodie Black 'n' Roll.
În noiembrie 2008 a fost lansat cel de-al șaptelea album, The Age of Nero. Pentru distribuția în Statele Unite formația întrerupe colaborarea cu Century Media și semnează un contract cu Koch Records (care și-a schimbat numele în E1 Music în 2009), iar pentru distribuția în Norvegia Satyricon renunță pentru prima dată la Moonfog Productions (care între timp s-a închis) și semnează un contract cu Indie Recordings.
În 2009 Satyricon a concertat alături de cunoscuta formație Cradle of Filth în cadrul turneului susținut de aceasta în Statele Unite. În același an Satyricon a fost cap de afiș în cadrul turneelor din Japonia, Australia, Europa și apoi din nou Statele Unite și Canada. În august 2011 Satyricon a participat la ultima ediție a festivalului Hole in the Sky. În octombrie și noiembrie 2011 formația a susținut un turneu în America de Sud și America Centrală.
În septembrie 2013 a fost lansat cel de-al optulea album, Satyricon. Este primul album al formației care a fost clasat pe primul loc în clasamentul norvegian. În 9 septembrie 2013, data lansării albumului, Satyricon a concertat alături de Corul Operei Naționale Norvegiene în cadrul festivalului de muzică contemporană Ultima din Oslo.

## Discografie

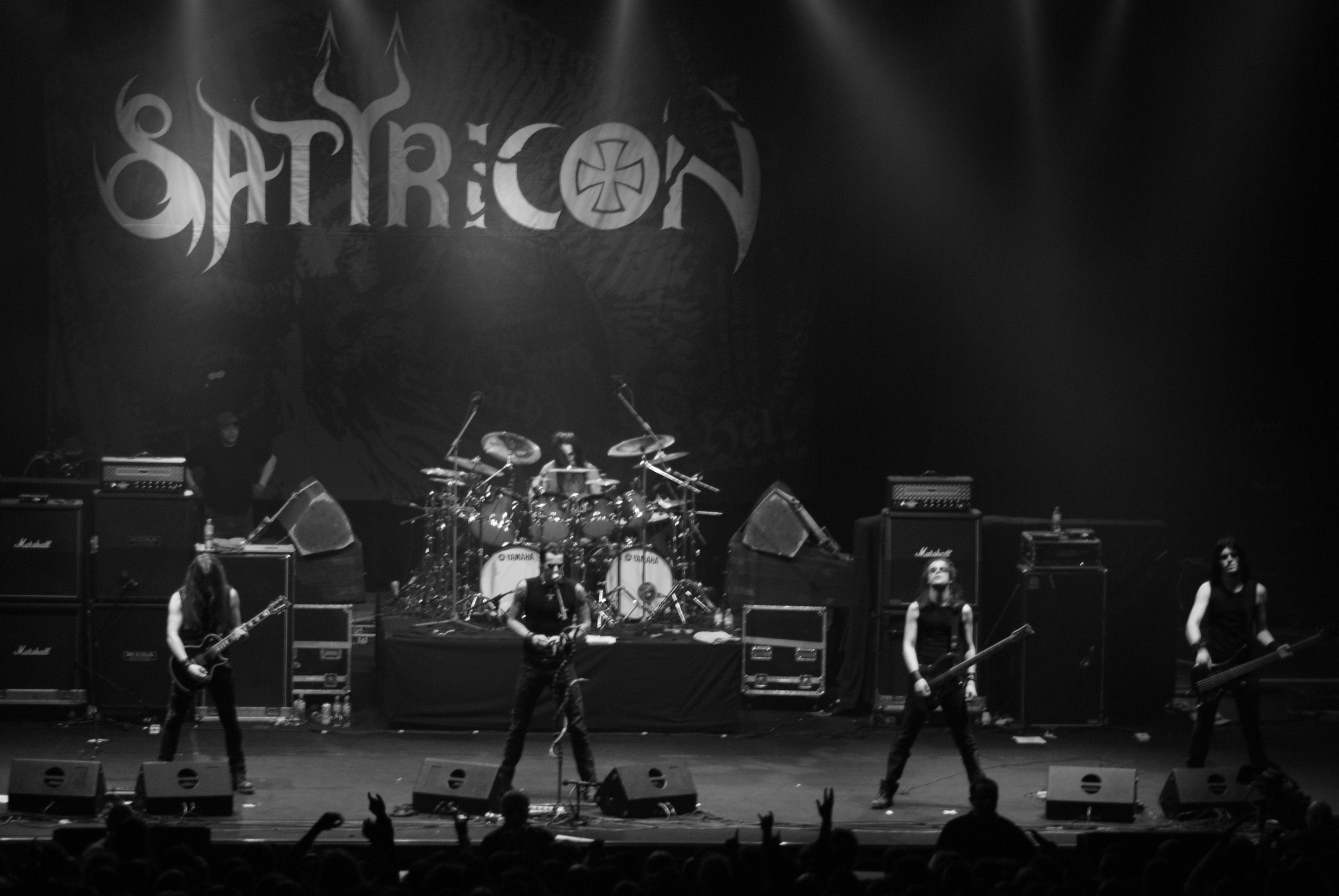
Satyricon în 2008

### Albume de studio
- Dark Medieval Times (1994)
- The Shadowthrone (1994)
- Nemesis Divina (1996)
- Rebel Extravaganza (1999)
- Volcano (2002)
- Now, Diabolical (2006)
- The Age of Nero (2008)
- Satyricon (2013)
- Deep Calleth Upon Deep (2017)
- Satyricon & Munch (2022)

### EP-uri
- Megiddo (1997)
- Intermezzo II (1999)
- My Skin is Cold (2008)

### Demo-uri / Single-uri
- All Evil (Demo) (1992)
- The Forest Is My Throne (Demo) (1993)
- Fuel for Hatred (Single) (2002)
- The Pentagram Burns (Single) (2006)
- K.I.N.G. (Single) (2006)
- Black Crow on a Tombstone (Single) (2008)

### Compilații
- Picture Disc Box Set (1998)
- Ten Horns - Ten Diadems (2002)

## Video
- Mother North (1996)
- Roadkill Extravaganza - A True Roadmovie (2001)

membrii Satyricon au apărut în câteva documentare
- Norsk Rocks Historie (2003)
- Until The Light Takes Us (2008)
- Black Metal: The Music Of Satan (2010)

### Videoclipuri
- Mother North (1996)
- Fuel for Hatred (2003)
- The Pentagram Burns (2006)
- K.I.N.G. (2006)
- Black Crow on a Tombstone (2008)
- Phoenix (2013)

## Membrii formației

### Membri actuali
- Satyr (Sigurd Wongraven) - vocal, chitară, chitară bas, sintetizator (1991 - prezent)
- Frost (Kjetil-Vidar Haraldstad) - baterie (1993 - prezent)

membri temporari pentru concerte
- Azarak (Steinar Gundersen) - chitară (1999 - prezent)
- Gildas Le Pape - chitară (2008 - prezent)
- Silmaeth - chitară bas (2011 - prezent)
- Anders Hunstad - sintetizator (2011 - prezent)

### Foști membri
- Wargod (Vegard) - chitară bas (1990 - 1992)
- Exhurtum (Carl-Michael Eide) - baterie (1990 - 1992)
- Lemarchand (Håvard Jørgensen) - chitară (1990 - 1993), chitară bas (1993)
- Samoth (Tomas Haugen) - chitară, chitară bas (1993 - 1996)
- Kveldulv (Ted Skjellum) - chitară (1996 - 1997)